# ムサ・ワゲ
ムサ・ワゲ（Moussa Wagué 、1998年10月4日 - ）は、セネガル・ビニョナ出身のプロサッカー選手。元セネガル代表。ギリシャ・スーパーリーグ・パンセライコスFC所属。ポジションはDF（RSB）。

## クラブ経歴
カタールのアスパイア・アカデミーを経て、2016年11月にKASオイペンに加入。2017年1月21日のKRCヘンク戦でプロデビューを果たした。
2018年8月、FCバルセロナと契約し、Bチームに配属。2019年4月13日のSDウエスカ戦で、ラ・リーガデビュー。更に8月2日には、正式にトップチームに昇格したことが発表された。2020年1月31日、OGCニースへのローン移籍が発表。
2020年9月21日、PAOKテッサロニキへのローン移籍が発表。2020年12月13日、アリス・テッサロニキとのダービーマッチでボールをクリアした際に勢い余ってゴールポストに激突。外側側副靱帯損傷、後十字靭帯損傷、前十字靭帯損傷、膝蓋腱断裂の重傷を負い、全治9か月と診断された。2021-2022シーズンはバルセロナに復帰したが、治療とリハビリに専念したためトップチーム・Bチームともに選手登録されなかった。
2022年7月19日、HNKゴリツァへの移籍が発表された。FCバルセロナは将来の選手売却の際に1%の権利を保有する。
12月9日、契約満了に伴いチームを退団した。
2023年6月28日、約半年間無所属の後、ワゲはキプロス・ファーストディビジョンのアノルトシス・ファマグスタに加入した。

## 代表経歴
各年代においてセネガル代表でプレー。2015年にはFIFA U-20ワールドカップに参加、4強入りの好成績を収めた。2017年3月23日のナイジェリア代表戦でフル代表デビュー。
2018年5月、2018 FIFAワールドカップに参加する代表チーム23人の一人に選ばれた。グループステージ2戦目の日本戦で代表初ゴールを挙げ、ワールドカップにおけるアフリカ代表選手の最年少得点記録を19歳に更新した。
2019年、ワゲはエジプトで開催されたアフリカネイションズカップ2019のメンバーに選出され、グループステージ2試合と、トーナメント決勝に進出した準決勝に出場した。

## 個人成績

### クラブでの成績
2023年7月19日現在
| クラブ         | シーズン       | リーグ         | リーグ戦 | リーグ戦 | カップ戦 | カップ戦 | 国際大会 | 国際大会 | その他 | その他 | 合計 | 合計 |
| クラブ         | シーズン       | リーグ         | 出場     | 得点     | 出場     | 得点     | 出場     | 得点     | 出場   | 得点   | 出場 | 得点 |
| -------------- | -------------- | -------------- | -------- | -------- | -------- | -------- | -------- | -------- | ------ | ------ | ---- | ---- |
| オイペン       | 2016-17        | ジュピラー     | 6        | 1        | 1        | 0        | -        | -        | 8      | 0      | 15   | 1    |
| オイペン       | 2017-18        | ジュピラー     | 17       | 0        | 2        | 0        | -        | -        | 9      | 0      | 28   | 0    |
| オイペン       | 通算           | 通算           | 23       | 1        | 3        | 0        | -        | -        | 17     | 0      | 43   | 1    |
| バルセロナB    | 2018-19        | セグンダB      | 20       | 2        | 0        | 0        | -        | -        | 0      | 0      | 20   | 2    |
| バルセロナB    | 通算           | 通算           | 20       | 2        | 0        | 0        | -        | -        | 0      | 0      | 20   | 2    |
| バルセロナ     | 2018-19        | ラ・リーガ     | 3        | 0        | 0        | 0        | 0        | 0        | 0      | 0      | 3    | 0    |
| バルセロナ     | 2019-20        | ラ・リーガ     | 1        | 0        | 0        | 0        | 2        | 0        | 0      | 0      | 3    | 0    |
| バルセロナ     | 通算           | 通算           | 4        | 0        | 0        | 0        | 2        | 0        | 0      | 0      | 6    | 0    |
| ニース         | 2019-20        | リーグ・アン   | 5        | 0        | 0        | 0        | -        | -        | 0      | 0      | 5    | 0    |
| ニース         | 通算           | 通算           | 5        | 0        | 0        | 0        | -        | -        | 0      | 0      | 5    | 0    |
| PAOK           | 2020-21        | スーパーリーグ | 7        | 0        | 0        | 0        | 5        | 0        | 0      | 0      | 12   | 0    |
| PAOK           | 通算           | 通算           | 7        | 0        | 0        | 0        | 5        | 0        | 0      | 0      | 12   | 0    |
| ゴリツァ       | 2022-23        | プルヴァHNL    | 13       | 0        | 1        | 0        | -        | -        | -      | -      | 14   | 0    |
| ゴリツァ       | 通算           | 通算           | 13       | 0        | 1        | 0        | -        | -        | -      | -      | 14   | 0    |
| キャリア総通算 | キャリア総通算 | キャリア総通算 | 72       | 3        | 4        | 0        | 7        | 0        | 17     | 0      | 100  | 3    |

## 代表歴

### 出場大会
- セネガル代表
  - 2018 FIFAワールドカップ

### 試合数
- 国際Aマッチ 21試合 1得点（2017年-2020年）[18]

| セネガル代表 | 国際Aマッチ | 国際Aマッチ |
| 年           | 出場        | 得点        |
| ------------ | ----------- | ----------- |
| 2017         | 7           | 0           |
| 2018         | 6           | 1           |
| 2019         | 6           | 0           |
| 2020         | 2           | 0           |
| 通算         | 21          | 1           |

### 得点
| #  | 日時          | 場所             | 相手 | スコア | 結果 | 試合概要  |
| -- | ------------- | ---------------- | ---- | ------ | ---- | --------- |
| 1. | 2018年6月24日 | エカテリンブルグ | 日本 | 2-1    | 2 -2 | ロシアW杯 |

## タイトル
クラブ
バルセロナ
- ラ・リーガ : 2018-19

PAOK
- ギリシャカップ : 2020-21

代表
セネガルU-23
- アフリカ競技大会サッカー競技 : 2015年

セネガル代表
- アフリカネイションズカップ準優勝 :2019年